# Tetrafluoroborato di trietilossonio
Il tetrafluoroborato di trietilossonio è il composto organico di ossonio di formula [(CH3CH2)3O]BF4, a volte abbreviata come Et3O+BF4–. Il composto è noto anche come reagente di Meerwein dal nome dello scopritore Hans Meerwein. Altrettanto noto è l'analogo composto tetrafluoroborato di trimetilossonio. Oltre i sali con l'anione tetrafluoroborato BF4– ci sono vari altri derivati analoghi, con solubilità e stabilità differenti. Questi composti hanno fortissime capacità alchilanti, e sono usati in sintesi organica per alchilare gruppi funzionali nucleofili.

## Struttura
Il catione ossonio ha struttura piramidale, ed è isoelettronico con la trietilammina. L'anione tetrafluoroborato è tetraedrico. Il sale ha carattere ionico, e di conseguenza si scioglie in solventi polari ma inerti, come diclorometano, diossido di zolfo e nitrometano.

## Sintesi
Il tetrafluoroborato di trietilossonio si prepara utilizzando trifluoruro di boro, etere dietilico ed epicloridrina:
4Et2O·BF3 + 2Et2O + 3C2H3(O)CH2Cl → 3Et3O+BF4– + B[(OCH(CH2Cl)CH2OEt]3
Il sale di trimetilossonio si prepara analogamente con etere dimetilico. Questi sali non possono essere conservati a lungo a temperatura ambiente, dato che si degradano per idrolisi:
[(CH3CH2)3O]+BF4–  +  H2O  →  (CH3CH2)2O  +  CH3CH2OH  + HBF4

## Tossicità / Indicazioni di sicurezza
Il prodotto è disponibile in commercio. Per contatto provoca gravi ustioni alla pelle e agli occhi. Reagisce violentemente con l'acqua. Non ci sono evidenze di effetti cancerogeni.